# Калавон
Калаво́н (фр. Calavon, также Куло́н фр. Coulon) — река на юго-востоке Франции, протекает по территории департаментов Альпы Верхнего Прованса и Воклюз региона Прованс — Альпы — Лазурный Берег. Правый приток Дюранса (бассейн Роны).
Калавон берёт начало в горах Люберон, неподалёку от деревни Банон (Banon). Высота истока — 420 метров НУМ. Генеральное направление течения реки — сначала на юг, затем на запад. Длина Калавона — 86,68 км, площадь бассейна — 450 км². Высота устья — 57 м над уровнем моря. Средний расход воды — 0,89 м³/с, однако расход крайне неравномерен, сильно зависит от времени года и варьируется от 0,042 м³/с в августе до 2,5 м³/с в декабре. В декабре на реке случаются паводки, когда река выходит из берегов.
В среднем течении река протекает город Апт. Впадает в Дюранс возле города Кавайон. Ниже Апта над Калавоном возведён старинный римский мост Понт-Жюльен, датируемый I веком н. э.

## Галерея

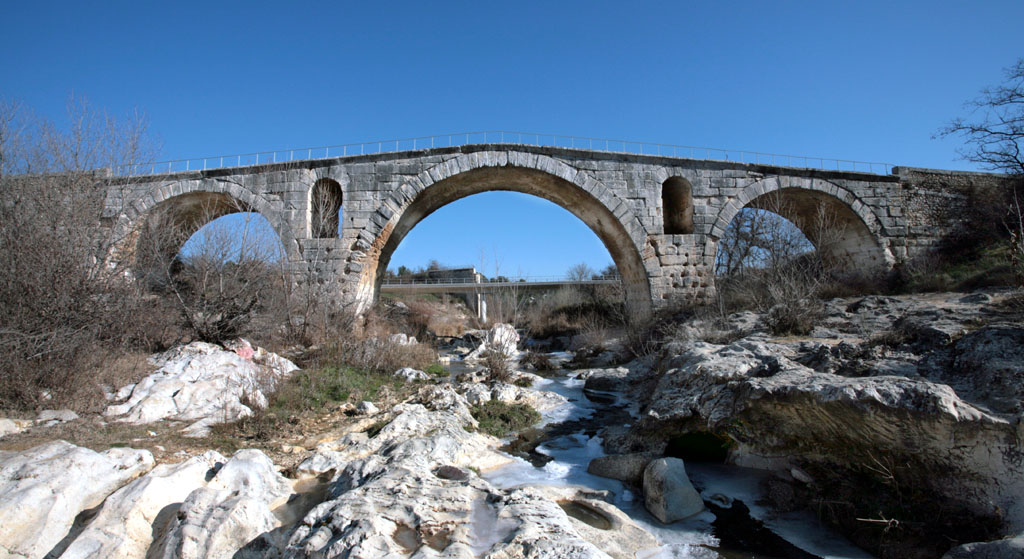
Понт-Жюльен
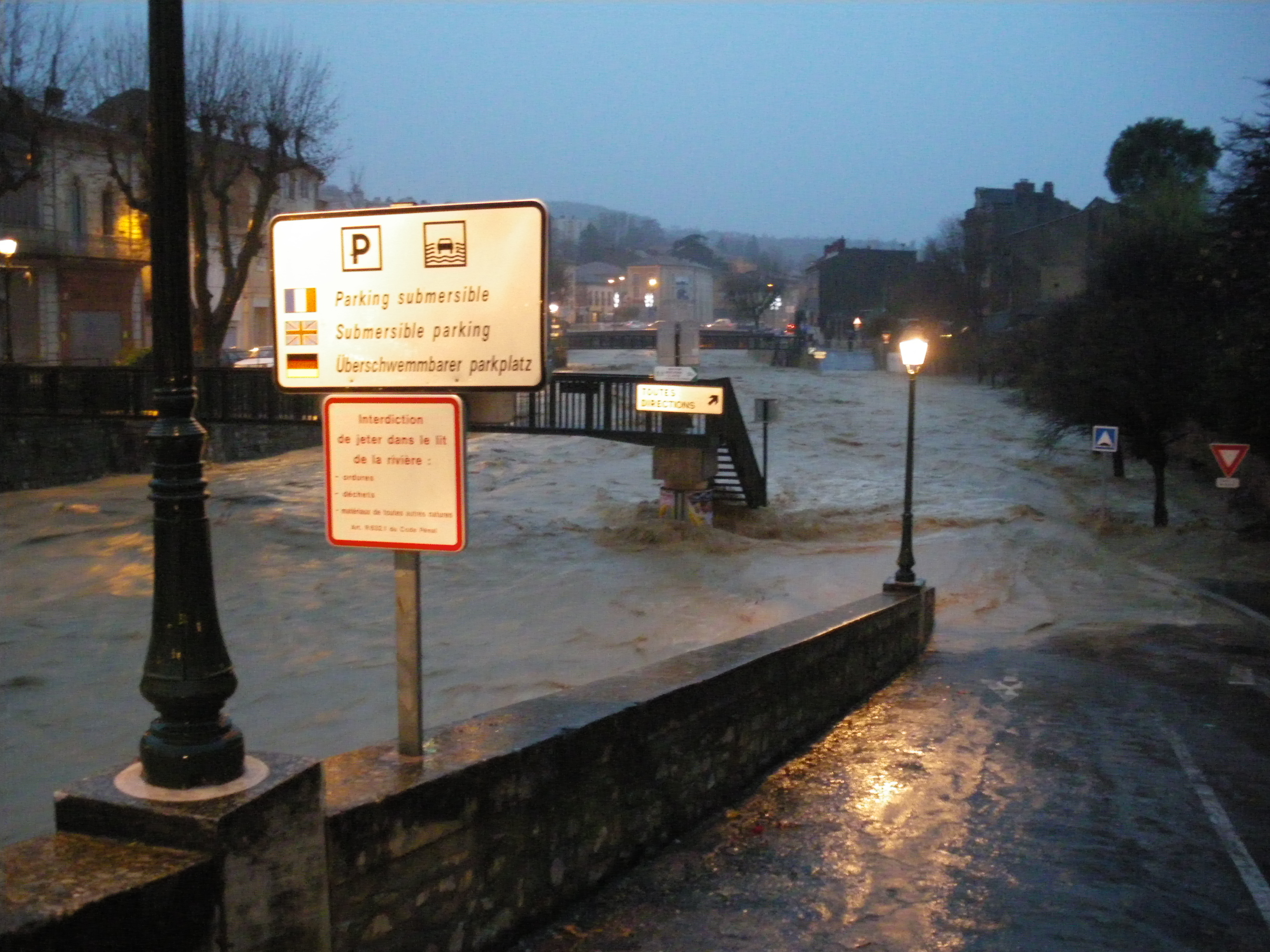
Декабрьский паводок на реке в Апте
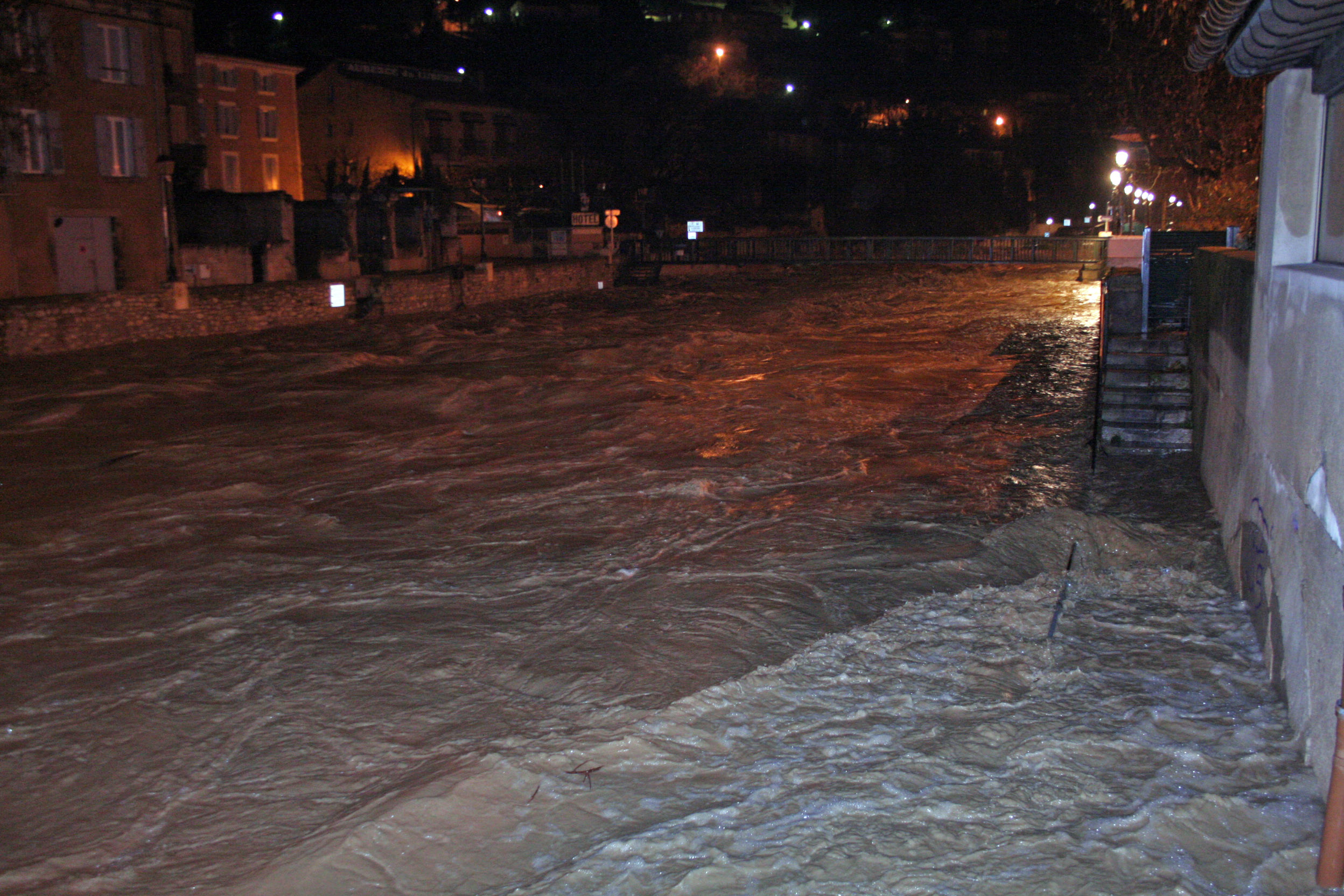
Паводок на Калавоне в 2008 году
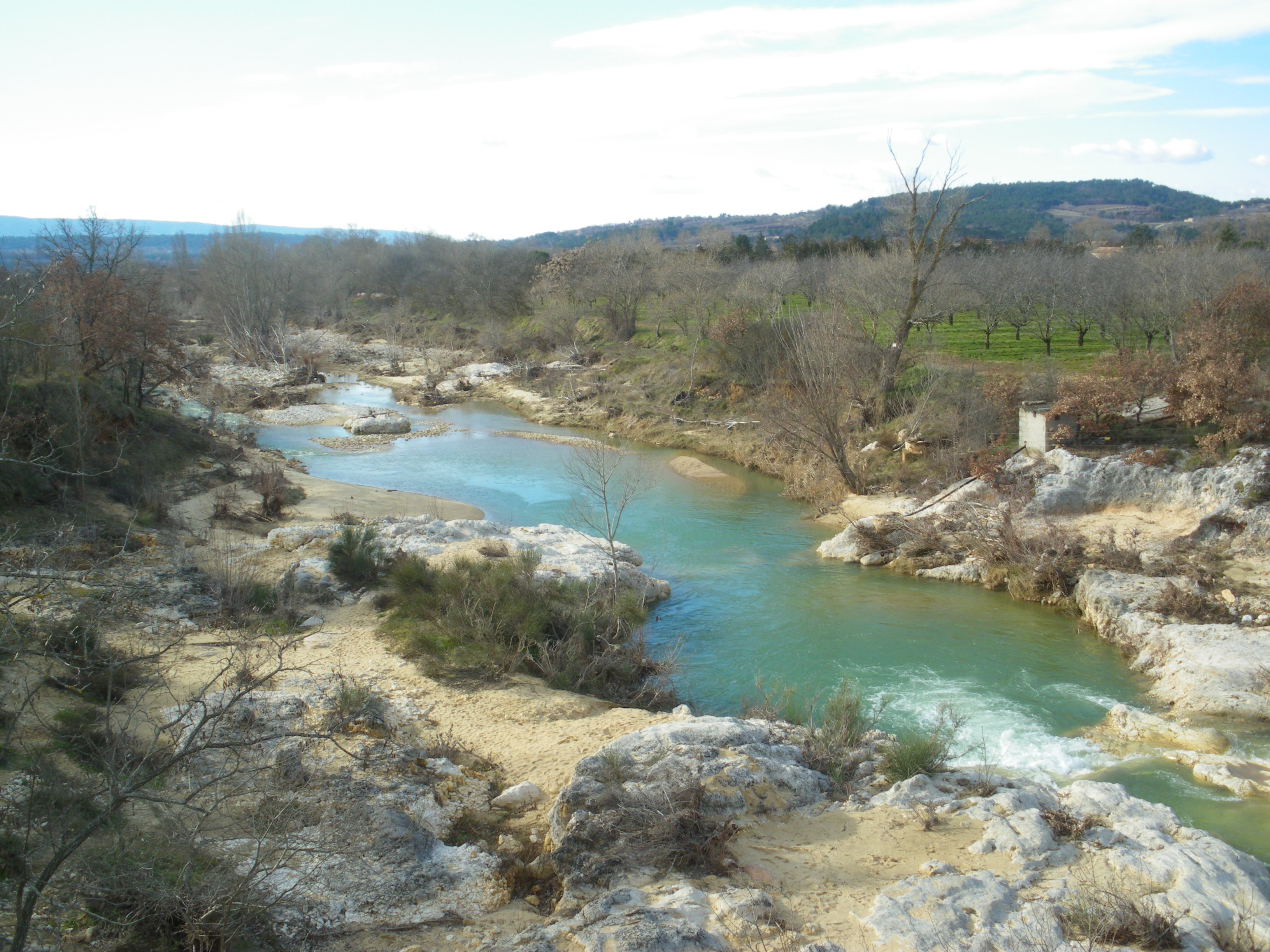